# Crotalus willardi
Crotalus willardi är en ormart som beskrevs av Meek 1905. Crotalus willardi ingår i släktet skallerormar, och familjen huggormar. IUCN kategoriserar arten globalt som livskraftig.
Ormen förekommer i nordvästra Mexiko och i angränsande regioner av USA (Arizona, New Mexico). Den lever i bergstrakter mellan 1450 och 2750 meter över havet. Habitatet utgörs av klippiga områden som är täckta av blandskogar eller av buskskogar. Ibland besöker Crotalus willardi angränsande ängar. Den vistas främst på marken och klättrar ibland i den låga växtligheten. Arten vilar mellan klippor, under stenar, bakom träbitar eller under trädstubbar.

## Underarter
Arten delas in i följande underarter:
- C. w. amabilis
- C. w. meridionalis
- C. w. obscurus
- C. w. silus
- C. w. willardi